# Frederico I, Grão-Duque de Baden
Frederico I, grão-duque de Baden (Frederico Guilherme Luís; em alemão: Friedrich Wilhelm Ludwig; 9 de setembro de 1826 — 28 de setembro de 1907) foi o sexto grão-duque de Baden, detendo tal título de 1856 até sua morte.

## Biografia
Nascido em Karlsruhe, Frederico Guilherme Luís era o terceiro filho do grão-duque Leopoldo I de Baden (1790-1852) e de sua esposa, a princesa Sofia da Suécia (1801-1865), uma filha do rei Gustavo IV Adolfo.
Ele tornou-se herdeiro ao grão-ducado com a morte de seu pai, em 1852, e com a ascensão de seu irmão mais velho, Luís II. Devido à doença mental de seu irmão, Frederico foi temporariamente regente de Baden (1852-1855). Ele tomou o título de grão-duque em 1856, e seu irmão Luís II morreu em 1858.
Frederico I foi considerado um defensor liberal de uma monarquia constitucional. Durante o seu reinado, a opção de casamentos civis foi introduzida em Baden, bem como eleições diretas à câmara baixa do parlamento de Baden, em 1904.

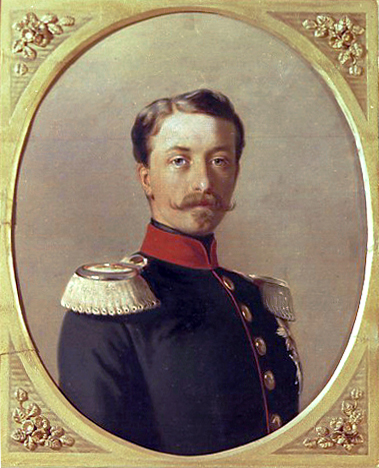
Frederico I em 1857, por Rudolf Epp.

## Casamento e descendência
Em 1856, Frederico desposou a princesa Luísa da Prússia, filha de Guilherme I (então príncipe herdeiro) e de sua consorte, Augusta de Saxe-Weimar. O casal teve três filhos: 
- Frederico II (1857-1928), o último Grão-Duque de Baden;
- Vitória de Baden (1862-1930), consorte de Gustavo V da Suécia;
- Luís Guilherme de Baden (1865-1888).

Frederico I estava presente na proclamação do Império Alemão, no Palácio de Versalhes, em 1871, uma vez que ele era o único genro do imperador e um dos soberanos reinantes da Europa.
Em setembro de 1907, faleceu em sua residência de verão, na ilha Mainau, ao sul da Alemanha. Hoje, Mainau é propriedade dos descendentes do conde Lennart Bernadotte de Wisborg, seu bisneto.